# 47002 Harlingten
47002 Harlingten este un asteroid din centura principală de asteroizi.

## Descriere
47002 Harlingten este un asteroid din centura principală de asteroizi. A fost descoperit pe 20 octombrie 1998 la Caussols în cadrul programului ODAS. Asteroidul prezintă o orbită caracterizată de o semiaxă mare de 2,45 ua, o excentricitate de 0,21 și o înclinație de 2,3° în raport cu ecliptica.